# 亞歷山德里夫卡 (頓涅茨克區)
亞歷山德里夫卡（烏克蘭語：Олександрівка），是烏克蘭的市級鎮，位於該國東部頓涅茨克州，由頓涅茨克區的頓涅茨克市鎮負責管轄。該鎮距離頓涅茨克市18公里，海拔高度171米，2013年人口4,080。